# Притча про таланти
При́тча про тала́нти — це притча Ісуса Христа, яка описується у Лк. 19:11—28, Мт. 25:14—30. Вона осуджує лінивих та байдужих людей.

## Оригінальний текст
|  | Коли вони слухали це, Ісус розповів їм іншу притчу. Деякі вважали, що Царство Боже з'явиться негайно, бо Він підходив до Єрусалима. Він сказав: «Один чоловік шляхетного походження вирушив у далеку країну. Там його мали проголосити царем, а по тому він планував повернутися додому. Чоловік покликав своїх десятьох слуг і роздав їм десять мін срібла. Він сказав слугам: «Вкладайте ці гроші в діло до мого повернення». Але співвітчизники того чоловіка ненавиділи його. Вони вислали за ним навздогін посланців, щоб ті сказали в далекій країні: «Ми не хочемо, щоб цей чоловік царював над нами!» Але його все одно проголосили царем, і він повернувся додому. А повернувшись, послав за тими слугами, яким роздав був гроші. Його цікавило, який прибуток вони одержали. Перший з них прийшов і доповів: «Пане, твоя міна срібла принесла ще десять мін». То хазяїн сказав йому: «Гарна праця. Ти добрий слуга. Оскільки ти в малому був вірний, я доручаю тобі управляти десятьма містами». Тоді прийшов другий слуга й мовив: «Пане, твоя міна принесла ще п'ять мін». Цьому слузі він сказав: «Ти правитимеш п'ятьма містами». Інший слуга прийшов і сказав: «Пане, ось твоя міна. Я тримав її загорнуту в хустину. Я боявся тебе, бо ти чоловік лихий. Ти забираєш те, чого не клав, і жнеш те, чого не сіяв». Хазяїн промовив: «Я судитиму тебе твоїми ж словами, злий ти слуга. Ти кажеш, що знаєш, що я лихий чоловік, що беру там, де не клав, та жну там, де не сіяв. Тоді чому ж ти не віддав мої гроші мінялам? Повернувшись, я мав би їх із прибутком». І додав, звертаючись до тих, що стояли поруч: «Заберіть у нього цю міну й віддайте тому, хто має десять мін». А вони кажуть: «Пане, але ж він уже має десять мін!». «Кажу ж вам», — відповів хазяїн, «кожному, хто має, додасться ще. А в того, який не має нічого, відніметься й те незначне, що він має. Щодо тих моїх ворогів, що не хотіли, аби я царював над ними, то приведіть їх сюди і вбийте перед моїми очима». Розповівши цю притчу, Ісус вирушив далі до Єрусалиму. |

|  | Царство Небесне подібне до того чоловіка, що перш ніж рушити в подорож, покликав своїх слуг і доручив їм пильнувати своє майно. Одному він дав п'ять талантів, другому — два, а третьому — один. Кожного наділив за здібностями та й поїхав. Одразу ж той, що одержав п'ять талантів, пустив їх в обіг і заробив іще п'ять. Так само зробив і той, що одержав два таланти. Він також вклав їх у справу й заробив ще два. А третій, що одержав один талант, пішов і закопав гроші в землю. Багато часу минуло, поки господар повернувся і зажадав їхнього звіту. Чоловік, що був одержав п'ять талантів, приніс до господаря його п'ять талантів і ще п'ять зароблених, мовивши: «Господарю, ти доручив мені п'ять талантів, а ось іще п'ять, що я заробив». Тоді той сказав йому на це: «Молодець! Ти добрий і вірний слуга! Ти добре впорався з цією малою сумою. Отже, я доручу тобі велику. Іди й розділи разом зі мною цю радість». Тоді підійшов той слуга, що був одержав два таланти від свого господаря, і мовив: «Господарю, ти доручив мені два таланти, а ось іще два, що я заробив». Хазяїн відповів йому на це: «Молодець! Ти добрий і вірний слуга! Ти добре впорався з цією малою сумою. Отже, я доручу тобі більшу. Іди й розділи зі мною цю радість». І підійшов до нього той, що одержав був один талант, і мовив: «Господарю, я знаю, що ти жорстокий. Збираєш урожай там, де нічого не садив, жнеш там, де нічого не сіяв. Тому я злякався і пішов та й закопав гроші в землю. Ось, забери своє!» У відповідь той мовив: «Ти поганий і ледачий слуга! Знаєш, що я збираю врожай там, де не садив, і жну там, де не сіяв. Тобі слід було пустити гроші в обіг, то ж повернувшись, я б і своє одержав, і прибуток мав. Заберіть у нього талант і віддайте тому, хто має їх десять. Той, хто має, одержить іще більше і матиме надміру, а у того, в кого нічого немає, забереться і те мале, що йому належить. Нікчемного слугу киньте геть в темряву кромішню, туди, де плач і скрегіт зубів». |

### Пояснення
Викриваючи гріх лінощів Господь розповів таку притчу. Один чоловік, відбуваючи в чужу країну, покликав рабів своїх і доручив їм своє майно. Одному він дав п'ять талантів, другому два таланти, іншому ж один талант, кожному за його можливостями; і відразу ж залишив їх.
Той хто отримав п'ять талантів, використав їх для справи і придбав на них ще п'ять талантів. Так само вчинив і той, хто отримав два таланти, придбавши на них ще два. Той же, хто отримав один, не побажав трудитися і пішов закопав його в землю, та сховав срібло господаря свого.
Після довгого часу повернувся господар рабів своїх і вимагав від них звіту. Той, хто отримав п'ять талантів, приніс ще п'ять і, підійшовши до нього, сказав: «Господарю, п'ять талантів ти дав мені; ось ще п'ять талантів, які я придбав на них».
Господар сказав йому: «Гаразд, добрий і вірний рабе! У малому ти був вірним, над великим тебе поставлю; увійди в радість господаря свого».
Підійшов також і той, хто отримав два таланти, і сказав: «Господарю, два таланти дав ти мені; ось інші два таланти, що я придбав на них».
Господар сказав йому: «Гаразд, добрий і вірний рабе! У малому ти був вірним, над великим тебе поставлю; увійди в радість господаря свого».
Підійшов і той, хто отримав один талант, і сказав: «Господарю! Я знав тебе, жорстоку людину, жнеш, де не сіяв, і збираєш, де не розсипав; і, злякавшись, пішов і заховав талант твій у землю; ось тобі твоє».
А господар сказав йому у відповідь: «Лукавий рабе і лінивий! Ти знав, що я жну, де не сіяв, і збираю, де не розсипав; тоді треба було тобі віддати срібло моє купцям, і я, прийшовши, одержав би моє з прибутком. Отже, візьміть у нього талант і дайте тому, хто має десять талантів. Бо кожному, хто має, дасться і примножиться; а в того, хто не має, відніметься і те, що має. А негідного раба вкиньте у пітьму непроглядну; там буде плач і скрегіт зубів».
Розповівши цю притчу, Ісус Христос промовив: «Хто має вуха слухати, хай слухає!»
Ця притча означає: всі люди одержать від Господа різні дари, як-ось: життя, здоров'я, силу, душевні здібності, учення, дари Святого Духа, життєві блага та інші, щоб цими даруваннями служити Богу і ближнім. Усі ці дари Божі і розуміються у притчі як таланти. Бог же знає, скільки потрібно дати кожному за його здібностями, тому й одержують — хто більше, хто менше. Хто як скористався дарами Божими, в тому кожна людина має звітувати перед Господом при другому Його пришесті. Хто використав їх на користь собі й іншим, той дістане похвалу від Господа і вічні небесні радощі; а ліниві й байдужі люди будуть осуджені Господом на вічні страждання.